# Фонтріє
Фонтріє (фр. Fontrieu) — муніципалітет у Франції, у регіоні Окситанія, департамент Тарн. Фонтріє утворено 1 січня 2016 року шляхом злиття муніципалітетів Кастельно-де-Брассак, Феррієр i Ле-Марньє. Адміністративним центром муніципалітету є Кастельно-де-Брассак. Населення — 940 осіб (01.01.2021).